# Palacio de los París Íñiguez Abarca
El palacio de los París Íñiguez Abarca es un palacio civil renacentista del siglo XVI de tres plantas situado en la localidad navarra de Sangüesa (España).
La planta baja, con un portalón adintelado, es de sillería, mientras que la parte superior está hecha de ladrillo. En la primera planta hay un balcón con balaustrada sobre palomillas retorcidas, y en la parte superior una galería con cinco arcos abocinados de medio punto y un alero de madera con canes vegetales y pinjantes colgantes.
En este palacio se alojó San Francisco de Javier en su época de estudiante. Se trata de uno de los bienes asociados al Camino de Santiago que España mandó a la Unesco en su dossier «Inventario Retrospectivo - Elementos Asociados» (Retrospective Inventory - Associated Components).